# Schiller (Film)
Schiller ist ein deutscher Fernsehfilm aus dem Jahr 2005. Er behandelt die Jugend und frühe Schaffensperiode im Leben des deutschen Dichters Friedrich Schiller.

## Handlung
Als Kind wird Schiller gegen den Willen seiner Eltern auf die Militärakademie in Stuttgart geschickt, wo er unter Drill erzogen und ausgebildet wird.
Als junger Mann hat Schiller während seines Medizinstudiums einen ersten großen dichterischen Erfolg mit seinem rebellischen Theaterstück Die Räuber. Der Mannheimer Intendant Baron Wolfgang von Dalberg freut sich auf weitere Erfolge mit Schiller. Dieser wird jedoch wenig später wegen unerlaubten Entfernens vom Akademiegelände zu zwei Wochen Arrest verurteilt. Außerdem wird ihm das Schreiben untersagt.
Ihm gelingt die Flucht zusammen mit seinem Studienfreund Andreas Streicher, der eine Musikerkarriere anstrebt. Sogleich stellt er Baron Dalberg sein nächstes Stück vor, Die Verschwörung des Fiesco zu Genua. Nach dem Erfolg des Stückes schreibt Schiller an seinem nächsten Werk und bittet – ohne Erfolg – Herzog Carl Eugen in einem Brief, ihm seinen Wunsch nach einer Dichterkarriere zu gewähren.
Während der Arbeit an Kabale und Liebe verliebt er sich in die Schauspielerin Katharina Baumann und sieht sich August Wilhelm Ifflands Neid um Katharina ausgesetzt. Schiller lässt sich von der Schauspielerin Caroline Wiethoeft verführen.
Schillers Fiesco wird von Dalberg abgelehnt; jedoch verspricht Iffland, sich beim Baron für Schiller einzusetzen. Ifflands Einsatz bleibt erfolglos, sein eigenes neues Stück wird von Dalberg für die Aufführung ausgewählt. Als plötzlich Soldaten im Theater auftauchen, nimmt Katharina Baumann Schiller auf das Landgut ihres Dienstherrn mit, wo sich beide näherkommen.
Schiller erkrankt an Fieber und muss mit Buchhändler Schwan um den Verkauf seiner Werke feilschen. Dennoch kann er sich über ein Wiedersehen mit seinem früheren Freund Scharffenstein freuen. Nach Caroline Wiethoefts Fürsprache hilft Dalberg Schiller mit einem Zuschuss aus dessen finanziellen Nöten und bringt den Fiesco zur Aufführung.
Iffland will Katharina Baumann heiraten und schmiedet mit ihr große intendantische Pläne. Katharina lehnt jedoch ab. Während Schiller sich mit Krankheiten und Schulden auseinandersetzen muss, fühlt sich Katharina von ihm allein gelassen. Als sie sich daraufhin entschließt, Ifflands Antrag anzunehmen, erfährt sie von dessen homosexuellen Neigungen und erkennt in der geplanten Eheschließung ein Alibi. Zwei Jahre später heiratet sie (was im Film nicht mehr zu sehen ist) einen Musiker und späteren Kapellmeister.
Andreas Streicher verlässt die gemeinsame Wohnung einer beruflichen Chance wegen. Weil Schiller mit Kabale und Liebe (den Titel hat Iffland dem Stück gegeben, Schiller hatte es ursprünglich „Luise Millerin“ genannt) in Verzug gerät, ist seine Gunst bei Dalberg in Gefahr. Ein wenig Hilfe bekommt Schiller schließlich vom Buchhändler Schwan.
Dalbergs Gunst droht endgültig zu versiegen, als er von Schillers Desertion erfährt. Im Fieber diktiert Schiller Katharina Kabale und Liebe und stellt das Stück doch noch fristgerecht fertig. Aufgrund der Intervention der Kurfürstin wird Iffland Hofautor, obwohl er Schillers Größe anerkennt.
Buchhändler Schwan kann Schiller schließlich die erfreuliche Nachricht überbringen, dass ein Herr aus Leipzig Schillers Zeitschrift Thalia abonniert hat. Dieser Leipziger ist es auch, der Schillers Schulden bezahlt.

## Auszeichnungen
Bei der Undine Award-Verleihung im Jahr 2005 gewann Matthias Schweighöfer für seine Rolle einen Undine Award als Bester jugendlicher Schauspieler in einem Fernsehfilm.

## Kritiken
Das Lexikon des internationalen Films schrieb: „Der hervorragend inszenierte, mitreißend gespielte (Fernseh-)Film stellt die wichtige wild-bewegte Aufbruchphase im Leben des Künstlers ins Zentrum, jene Sturm-und-Drang-Jahre, in denen Schiller aus den Diensten seines Landesfürsten flieht und sich als Hausautor am Mannheimer Theater versucht. Eindrucksvoll spielt ihn Matthias Schweighöfer als Kraftkerl, der kein Fürstendiener sein kann, als literarischen Raufbold, den das ‚tintenklecksende Säkulum‘ ekelt, aber auch als Freund des kranken Leibes, der sich in die Krankheiten wirft, um seinen Figuren unsterblichen Lebensatem einzuhauchen.“
Auch die Zeitschrift  Gong meinte: „Erstklassig besetztes Historiendrama, aufwühlend und lehrreich“,
Die Frankfurter Allgemeine Zeitung kritisierte „Schiller, das immerhin sehen wir in Schiller deutlich, hat sein Lebtag lang zuviel geschnupft, gesoffen und gehungert, hat seine Socken nicht getrocknet und seine Locken nicht gefönt und ist mit offenem Kragen und naßgeschwitzten Hemd in der Rokoko-Kälte herumgelaufen, bis sich sein Dichterschnupfen zu einem grippalen Infekt radikalisiert hatte. Für einen Auftritt als warnendes Beispiel im ‚Gesundheitsmagazin Praxis‘ ist unser Film-Schiller damit qualifiziert – aber worüber hat der Mann eigentlich geschrieben?“
Rainer Tittelbach von Tittelbach.tv urteilte: „Schillers Sturm-und-Drang-Jahre in einen lustvollen TV-Spielfilm verpackt – mutig konzipiert, lebendig inszeniert und wunderbar sinnlich gespielt und gesprochen. So macht deutsches Kulturgut auch im Fernsehen Spaß. Martin Weinharts Film ist Schiller für jedermann.“
Bei kino.de hieß es: „Friedrich Schillers Sturm und Drang-Zeit steht im Mittelpunkt des Fernsehfilms ‚Schiller‘, der mit dem ausgezeichneten Hauptdarsteller Matthias Schweighöfer und seiner vibrierenden Energie besticht. Dass Kreative aus einer Not eine Tugend machen können, dafür ist ‚Schiller‘ das beste aktuelle Beispiel. Mit den ‚begrenzten finanziellen Mitteln des Fernsehfilms‘ (Produzentin Uschi Reich) gedreht, geriet ‚Schiller‘ nicht in das Korsett des überladenen Historienfilms.“